# Andrzej Skawina
Andrzej Skawina (ur. 18 grudnia 1934 w Przeworsku, zm. 5 sierpnia 2002 w Krakowie) – polski lekarz anatom, profesor doktor habilitowany.

## Życiorys

### Dzieciństwo i młodość
Pochodził z rodziny robotniczej. Jego ojciec pracował w warsztatach Ordynacji Przeworskiej, zaś matka była gospodynią domową. Uczęszczał do szkoły podstawowej w rodzinnym mieście. Naukę w zakresie szkoły średniej pobierał w Liceum Ogólnokształcącym w Przeworsku. W 1952 zdał maturę z wyróżnieniem i został przyjęty na Wydział Lekarski Akademii Medycznej w Krakowie.

### Praca i działalność naukowa
W 1959 uzyskał dyplom studiów medycznych Następnie podjął pracę jako asystent w Zakładzie Anatomii Opisowej Akademii Medycznej w Krakowie. Ciągłość pracy przerwała 3-letnia służba wojskowa w jednostce pancernej w Braniewie. Po odbyciu służby wojskowej podjął pracę na Oddziale Wewnętrznym Szpitala w Przeworsku oraz w Ośrodku Zdrowia w Gniewczynie Łańcuckiej. W 1962 ponownie podjął pracę w Zakładzie Anatomii Opisowej Akademii Medycznej w Krakowie. Karierę naukową kontynuował jako pracownik naukowy i dydaktyczny Katedry Anatomii Wydziału Lekarskiego Collegium Medicum Uniwersytetu Jagiellońskiego. W 1978 uzyskał stopień doktora nauk medycznych, w 1992 doktora habilitowanego, zaś w 2000 został profesorem nauk medycznych. Zajmował się głównie badaniem układu naczyniowego, miologią oraz osteologią. Wyposażył Zakład Anatomii w nowoczesne pomoce naukowe, przyczynił się do wyremontowania muzeum anatomicznego i sali wykładowej Katedry Anatomii. Andrzej Skawina opublikował wiele prac z zakresu rozwoju naczyń układu kostnego i redagował podręczniki uczelniane z serii "Anatomia prawidłowa człowieka". Pracował równocześnie jako internista na Pogotowiu Ratunkowym w Krakowie oraz lekarz personelu Konsulatu Francuskiego w Krakowie.

### Życie prywatne
Będąc uczniem uprawiał różne dyscypliny sportu – grał w koszykówkę, szachy, uprawiał trójskok. Podczas studiów kontynuował karierę sportową w klubie Gwardia Kraków – zdobył wówczas tytuł wicemistrza Polski wyższych uczelni w trójskoku. Wielokrotnie uczestniczył w obozach harcerskich organizowanych przez Hufiec Przeworsk. Urlopy spędzał w miejscowości Osówek, w Lasach Janowskich.

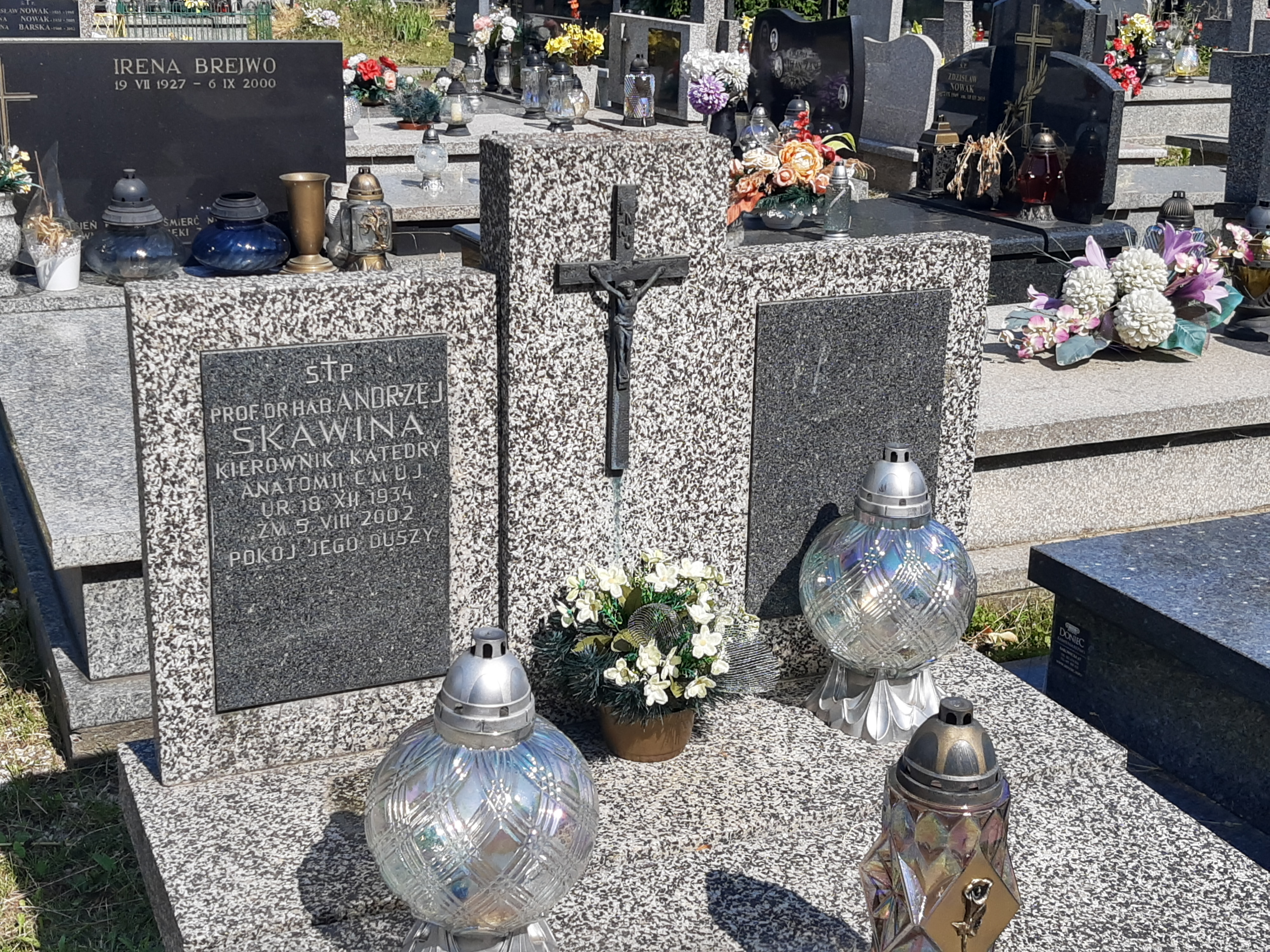
Grób prof. Andrzeja Skawiny na Cmentarzu Prądnik Czerwony

Pochowany na cmentarzu Prądnik Czerwony w Krakowie (kwatera CLXXXII-płn. I-3).